# Sinus ethmoïdal
Les sinus ethmoïdes ou encore les labyrinthes ethmoïdaux, de l'os ethmoïde sont un des quatre sinus paranasaux appariés formés par les cellules ethmoidales. Les cellules sont variables en taille et en nombre dans le labyrinthe de chacun des os ethmoïdaux et ne peuvent pas être palpées lors d'un examen extra-oral. Ils sont divisés en groupes antérieurs, moyens et postérieurs. Les cellules ethmoïdales sont de nombreuses cavités à paroi mince situées dans le labyrinthe ethmoïdal et complétées par les os frontal, maxillaire, lacrymal, sphénoïde et palatin. Ils se situent entre les parties supérieures des cavités nasales et les orbites, et ils sont séparés de ces cavités par de fines lamelles osseuses.